# Битка за Вухан
Битка за Вухан 1938. године одиграла се између јапанске царске армије и кинеске националне револуционарне армије, потпомогнуте совјетским ваздухопловством, посланим незванично као „добровољачке“ трупе током кинеско-јапанског рата.
Одлучан да освоји Вухан у провинцији Хубеј, царска Врховна команда је одобрила употребу хемијског оружја 375 пута током операција у јесен 1938. године, упркос чланцима 23 Хашких конвенција 1899. и 1907. и Уговора који се односи на употребу подморница и гушења гасовима у време рата као и резолуција Лиге народа од 14. маја 1938. године.
Битка је трајала четири месеца и била је посебно интензивна и крвава, обухватајући северну и јужну обалу реке Јангце, као и неколико суседних провинција Хубеј. Јапанци су успели да заузму Вухан, али не и да ставе тачку на кинески отпор како су очекивали.

## Позадина
Након пада Шангаја и Нанкинга, влада Чанг Кај Шека пренела је престоницу у Чонгкинг. Ипак, највећи део кинеских елитних трупа и део њене војне инфраструктуре налазио се у Вухану. Град, подељен реком Јангце, састојао се од неколико градова: Ханкоу, Хањанг и Вучанг. Са два милиона становника, Вухан је био један од најважнијих градова Кине у то време. Заузимање Вухана би омогућило Јапанцима велике изгледе да до краја униште кинески отпор.

## Битка
28. фебруара 1938. Јапанци су почели да бомбардују Вухан; Кинези су ипак успели да одбију непријатељске авионе. Парламент Јапана је 24. марта усвојио Закон о општој државној мобилизацији, који је омогућио да ратни напори Кине добију неограничено финансирање.
29. априла, на рођендан цара Хирохита, Јапанци су извели нови ваздушни напад. Након пада Сјуџоуа, јапанска војска се фокусирала на заузимање Вухана, почевши од инвазије на општину Ханкоу; Кинези су, да би се супротставили јапанској офанзиви, око Вухана окупили око милион војника, 200 авиона и 30 ратних бродова.
Националистичке трупе су 9. јуна разнеле насипе Жуте реке у Хенану како би одложиле јапанско напредовање: поплава је изазвала погибију између 500.000 и 900.000 цивила.
Јапанци су се 13. јуна искрцали јужно од Јангцеа, заузевши град Анкинг. Упркос кинеском отпору и нападима на јапанску 11. армију, Ђуђанг је такође заузет 26. јуна. Крећући се уз реку на исток, јапанске трупе су морале да се суоче са отпором кинеске 31. и 32. армије западно од Руичанга. Битка за одбрану округа Јанксин настављена је до 22. октобра, када су Јапанци успели да сломе кинески отпор и напредују на Вучанг.
Током напада на Руичанг, јапанска 106. дивизија је наставила напредовање на југ дуж Нанкун железнице. Јапанске трупе су се, међутим, суочиле са снажним отпором у својим покушајима да заузму Нанчанг и округ Деан: до септембра битка је заглибила. Крајем месеца, кинеске трупе под командом генерала Сјуе Јуеа уништиле су четири јапанска пука након што су их опколиле у региону Ванђиалинг.
Северно од Јангцеа, Јапанци су у јулу заузели округ Таиху, који су потом Кинези поново освојили у августу. Кинеске трупе су тада покренуле контраофанзиву, која се завршила неуспехом. Јапанци су успели да заузму округ Таиху, затим утврђење округа Тиањиа'ан. Крајем октобра, јапанске трупе са севера су напредовале ка Вухану.
У планинском ланцу Дабје, Јапанци су успели да сломе кинески отпор и заузму град Сињанг у октобру, такође напредујући на Вухан дуж железничке пруге, и постепено заузевши град тактиком клешта.
Крајем октобра, са скоро потпуно опкољеним Вуханом, Кинези су се повукли из града како би заштитили своје преостале трупе. Јапанци су заузели Вучанг и Ханкоу 26. октобра, а Хањанг 27. октобра.

## Последице
Јапанци су успели да заузму Вухан, али по цену великих губитака, док су Кинези избегли потпуно сламање својих трупа. Међутим, кинеско ваздухопловство и морнарица су делимично уништене, а уништење насипа изазвало је бројне смртне случајеве. Кинеско-јапански рат ушао је у фазу стагнације која је трајала неколико година, при чему ниједна страна није успела да одлучно победи другу.